# Елберта (Алабама)
Елберта (англ. Elberta) — місто (англ. town) в США, в окрузі Болдвін штату Алабама. Населення — 1974 особи (2020).

## Географія
Елберта розташована за координатами 30°22′45″ пн. ш. 87°35′13″ зх. д. / 30.37917° пн. ш. 87.58694° зх. д. (30.379091, -87.587049). За даними Бюро перепису населення США в 2010 році місто мало площу 17,76 км², з яких 17,50 км² — суходіл та 0,26 км² — водойми.

## Демографія
Згідно з переписом 2010 року, у місті мешкало 1498 осіб у 653 домогосподарствах у складі 416 родин. Густота населення становила 84 особи/км². Було 982 помешкання (55/км²).
Расовий склад населення:
| - 92,9 % — білих - 1,4 % — чорних або афроамериканців - 0,8 % — азіатів - 0,3 % — корінних американців - 0,1 % — вихідців з тихоокеанських островів - 2,5 % — осіб інших рас |

До двох чи більше рас належало 2,0 %. Частка іспаномовних становила 5,3 % від усіх жителів.
За віковим діапазоном населення розподілялося таким чином: 21,2 % — особи молодші 18 років, 58,6 % — особи у віці 18—64 років, 20,2 % — особи у віці 65 років та старші. Медіана віку мешканця становила 43,7 року. На 100 осіб жіночої статі у місті припадало 101,6 чоловіків; на 100 жінок у віці від 18 років та старших — 96,3 чоловіків також старших 18 років.
Середній дохід на одне домашнє господарство становив 45 538 доларів США (медіана — 31 190), а середній дохід на одну сім'ю — 53 432 долари (медіана — 39 464). Медіана доходів становила 38 333 долари для чоловіків та 28 015 доларів для жінок. За межею бідності перебувало 15,8 % осіб, у тому числі 29,3 % дітей у віці до 18 років та 0,0 % осіб у віці 65 років та старших.
Цивільне працевлаштоване населення становило 604 особи. Основні галузі зайнятості: роздрібна торгівля — 34,9 %, мистецтво, розваги та відпочинок — 16,2 %, науковці, спеціалісти, менеджери — 10,3 %, освіта, охорона здоров'я та соціальна допомога — 7,6 %.